# Tour Franklin
De Tour Franklin, voorheen Tour PB3/PB4, is een kantoorgebouw en wolkenkrabber in Puteaux, La Défense; het zakendistrict van de agglomeratie Parijs.
De 115 meter hoge toren, gebouwd in 1972, behoort tot de tweede generatie wolkenkrabbers van La Défense. Het ontwerp bestaat uit de versmelting van een kleinere toren in een grotere.